# City Girl (1930)
City Girl is een Amerikaanse dramafilm uit 1930 onder regie van Friedrich Wilhelm Murnau. Destijds werd de film in Nederland uitgebracht onder de titel Ons dagelijksch brood.

## Verhaal
Lem Tustine gaat naar Chicago om er tarwe van de boerderij in Minnesota te verkopen. Hij leert er Kate kennen. Ze worden verliefd en trouwen, voordat hij terugkeert naar de boerderij. De vader van Lem aanvaardt Kate echter niet. Hij is ervan overtuigd dat ze alleen uit is op het geld van Lem.

## Rolverdeling
| Acteur            | Personage   |
| ----------------- | ----------- |
| Charles Farrell   | Lem Tustine |
| Mary Duncan       | Kate        |
| David Torrence    | Vader       |
| Edith Yorke       | Moeder      |
| Anne Shirley      | Marie       |
| Richard Alexander | Mac         |
| Tom McGuire       | Matey       |
| Patrick Rooney    | Butch       |